# لوثر بوردن
لوثر بوردن (بالإنجليزية: Luther Burden)‏ مواليد 28 فبراير 1953 في هينز سيتي - الوفاة 29 أكتوبر 2015، كان لاعب كرة سلة أمريكي بدأ مسيرته الاحترافية في سنة 1975 ويحمل الرقم 15, 14. يبلغ طوله 6 قدم 2 بوصة (1.9 م). اعتزل اللعب في 1978.

## فرق لعب لها
- نيويورك نيكس

## الميداليات
| الميدالية | المسابقة                         |
| --------- | -------------------------------- |
| برونزية   | بطولة كأس العالم لكرة السلة 1974 |

## روابط خارجية
- لوثر بوردن على موقع الاتحاد الدولي لكرة السلة (الإنجليزية)
- لوثر بوردن على موقع إن بي أي (الإنجليزية)
- لوثر بوردن على موقع سبورتس رفرنس (الإنجليزية)
- لوثر بوردن على موقع كلية كرة السلة في سبورتس رفرنس.كوم (الإنجليزية)
- لوثر بوردن على موقع ريلجم (الإنجليزية)
- لوثر بوردن على موقع بروبوليرز (الإنجليزية)